# 馮仁稚
馮仁稚（1978年4月25日—），出生台灣桃園市，是一名台灣國際賽車手，2021年與陳文輝、朱科豐擔任叱吒風雲技術指導，共同獲得第58屆金馬獎最佳動作設計。

## 生平
馮仁稚出生於台灣桃園，過去曾經做批發豬隻大腸批發的生意，因此又有豬腸帝王的封號。過去從2002年起開始騎重型機車參加台灣賽事，兩年後因為感到機車運動賽事比較危險，因此改投入汽車運動賽事，剛開始還是場地賽車手，後來看到甩尾覺得非常有趣，從此便投入甩尾的練習和摸索，他也是台灣第一位赴日本參加D1 GRAND PRIX的台灣車手。

## 榮譽
- 金馬獎最佳動作設計獎[5]

## 相關連結
- 官方臉書帳號豬腸帝王 馮仁稚的Drift 日記